# アシュリー・グラハム (モデル)
アシュリー・グラハム（Ashley Graham、1987年10月30日 - ）は、アメリカ合衆国のプラスサイズモデル、テレビ司会者である。

## 若い頃
8学年(日本では中学2年生に相当する)のとき、グラハムは家族とともにネブラスカ州リンカーンに移り住む。子どものころに、医者からADHDとディスレクシアと診断された。妹が2人いる。スコット・ミドルスクールに1999年から2002年まで、2002年から2005年までリンカーン・サウスウェスト・ハイスクールに在籍していた。2000年、ネブラスカ州オマハにあるオークビュー・モールで買い物していたところをI&Iエージェンシーに見いだされ、モデルとしての道を歩み始めた。

## キャリア
2001年、グラハムはモデル・コンヴェンションに参加した後にウィルヘルミーナ・モデルズとの契約にサインした。2003年にはフォード・モデルズとも契約を交わした。キャリア初期にはYMで活躍した。2007年4月には、ヴォーグ誌のサリー・シンガーに取り上げられた。2009年、『グラマー』誌10月号の社説「これらの身体はどのサイズでも美しい(These Body are Beautiful at Every Size)」で、ケイト・ディロン・レヴィン、エイミー・レモンズ、リジー・ミラー、クリスタル・レン、ジェニー・ランク、アナンサ・シムズら他のプラスサイズモデルとともに登場した。2010年、グラハムは、公開後に物議を醸したレーンブライアントのテレビコマーシャルに出演する。このCMはYouTubeにおいて動画再生数80万回を超え、ハフィントンポストやニューヨーク・ポストといった報道機関にも取り上げられた。2010年5月31日、彼女は「ザ・トゥナイト・ショー・ウィズ・ジェイ・レノ」にもゲストとして登場し、この騒動に言及した。彼女はまた、プラバル・グルンやマイケル・コース、ラブ・マグ、ドルチェ&ガッバーナ、H&M、トミー・ヒルフィガー、ラグ & ボーン、クリスチャン・シリアーノといった国際的なデザイナーのために、モデルとしてファッションショーへの出演を果たしている。
2010年12月、グラハムはバスト誌の社説にも登場した。また、リーバイスの広告キャンペーンにも参加し、サブリナ・カールソンやアナ・リスボア、マルキータ・プリング、マッケンジー・ラリーと撮影した"Curve ID SS 2011"と、レイチェルクラーク、アナ・リスボア、アナイス・マリ、マルキータ・プリング、アシュリー・スミスと撮影した"Boyfriend Collection F/W 10"の2つはとりわけ注目を集めた。さらに、ファッションブランドのマリーナ・リナルディの以下のキャンペーンにも参加している。:春/夏 2012、秋/冬　2012 デニム、秋/冬 2012 スポーツ。他にも、アディソン・エル、ブルーミングデールズ、エロミ・ランジェリー、エヴァンズ、ヘインズ、リズ・クレイボーン、メイシーズ、ノードストローム、シンプリィ・ビー、ターゲットのためにモデルを務めたことがある。2012年12月、グラハムはレーン・ブライアント社から同社がニューヨークに出している広告塔に選ばれた。
2013年、グラハムは、カナダのプラスサイズ衣料品小売会社のアディソン・エルにランジェリーのデザインを提供した She also appeared on MTV's Made, as a coach for an aspiring plus-size model.。彼女はまたMTVの番組"Made"に出演し、プラスサイズモデル志望にレクチャーした。2014年には、国際的なファッション誌『ハーパーズ バザー』5月号のプレフォール・コレクションとビューティーエディトリアルにも登場した。同年、『エル・ケベック』誌6月号のカバーガールとなった。

### ボディ・ポジティビティ
グラハムは「ボディ・ポジティビティ」と「ヘルス・アット・エブリイ・サイズ」を支持している。2016年、彼女は最初のサイズ16モデルとしてスポーツ・イラストレイテッド・スイムスーツ・イシュー誌の巻頭を飾った。雑誌グラマーはこのことについて「ファット・アクセプタンスをメインストリームへと持ち込んだ」と評した。

## 私生活
南アフリカで「センバ財団(英:Themba Foundation)」と共に人道援助に携わっていたことがある。
彼女の伴侶で、映像作家でもあるジャスティン・アーヴィンとは、2009年に教会で知り合い翌年結婚した。2019年10月、グラハムとアーヴィンは彼らの第一子が男の子であることを公にした。
2017年に行ったCBSとのインタビューでグラハムは、黒人であるアーヴィンとの異人種間交際に、ネブラスカ州に住む彼女の家族が衝撃を受けていたことを明かした。
I will never forget that feeling of just sitting there with Justin, thinking, 'I'm so embarrassed that I had to bring him in to meet these people, these people who raised me and taught me how to live, and he's being treated so terribly,' she said. "And he said to me, 'Racism is never surprising, but it's always disappointing.'
2020年1月18日、グラハムは出産した。男の子はアイザックと名付けられた
。また、2022年1月には男児の双子を自宅で出産した。

## 出演
| 年   | タイトル                         | 役名        | 備考                |
| ---- | -------------------------------- | ----------- | ------------------- |
| 2017 | What Would You Do?               | 本人役/司会 | 第13シーズン、第1回 |
| 2019 | アメリカン・ビューティー・スター | 本人役/司会 | 制作も担当した。    |

### ミュージックビデオ
| Year | Title                                                                     | Artist(s)                 | Role                | Ref.                 |
| ---- | ------------------------------------------------------------------------- | ------------------------- | ------------------- | -------------------- |
| 2016 | "Toothbrush"                                                              | DNCE                      |                     |                      |
| 2018 | "ガールズ・ライク・ユー" (Original, Volume 2 and Vertical Video versions) | マルーン5 ft. カーディ・B | 本人役 (カメオ出演) | [ 32 ] [ 33 ] [ 34 ] |